# Platforma zachodnioeuropejska
Platforma zachodnioeuropejska (platforma paleozoiczna) – platforma w zachodniej i środkowej Europie. 
Na wschodzie i północnym wschodzie graniczy wzdłuż szwu transeuropejskiego (strefy Teisseyre’a-Tornquista) z platformą wschodnioeuropejską, a od południa z alpidami europejskimi. Fundament platformy tworzą skały neoproterozoiczne oraz paleozoiczne, często sfałdowane w trakcie orogenez: kadomskiej, kaledońskiej i hercyńskiej, a  pokrywę platformy budują skały, przeważnie osadowe, od pensylwanu po czwartorzęd. 
W Polsce fundament platformy odsłania się głównie na obszarze Gór Świętokrzyskich i Sudetów, a pokrywa w obrębie m.in. monokliny przedsudeckiej i monokliny śląsko-krakowskiej. 
Geograficznie obejmuje Europę zachodnią (bez Płw. Skandynawskiego i bez prawie całych Wysp Brytyjskich (wyjątkiem jest pas wzdłuż południowego wybrzeża Anglii), południowo-zachodnią i część Europy Środkowej (w każdym przypadku poza alpidami). 
W skład platformy paleozoicznej wchodzi m.in. Masyw Czeski.